# Barbona
Barbona (Barbona in veneto) è un comune italiano di 560 abitanti della provincia di Padova in Veneto.
Posto all'estremità meridionale della provincia, lungo la riva sinistra del fiume Adige, si tratta di un comune sparso in quanto la sede municipale non si trova nella frazione omonima ma nella più piccola Lusia (che condivide il toponimo con il comune in provincia di Rovigo, posto dall'altra parte del fiume). Il trasferimento della sede, da Barbona a Lusia, fu disposto dal regio decreto n. 1486 del 1º luglio 1873.

## Origini del nome
Il toponimo deriva dal personale Barbone, nome di un membro della famiglia veneziana Morosini proprietario del territorio e fondatore dell'attuale parrocchiale (inizi del Seicento).

## Storia

### Simboli
Lo stemma è stato concesso con regio decreto del 3 novembre 1932.
Gli smalti sono ripresi dall'emblema della famiglia Morosini: d'oro, alla sbarra d'azzurro.
Il Comune non ha ancora adottato un gonfalone.

## Monumenti e luoghi d'interesse

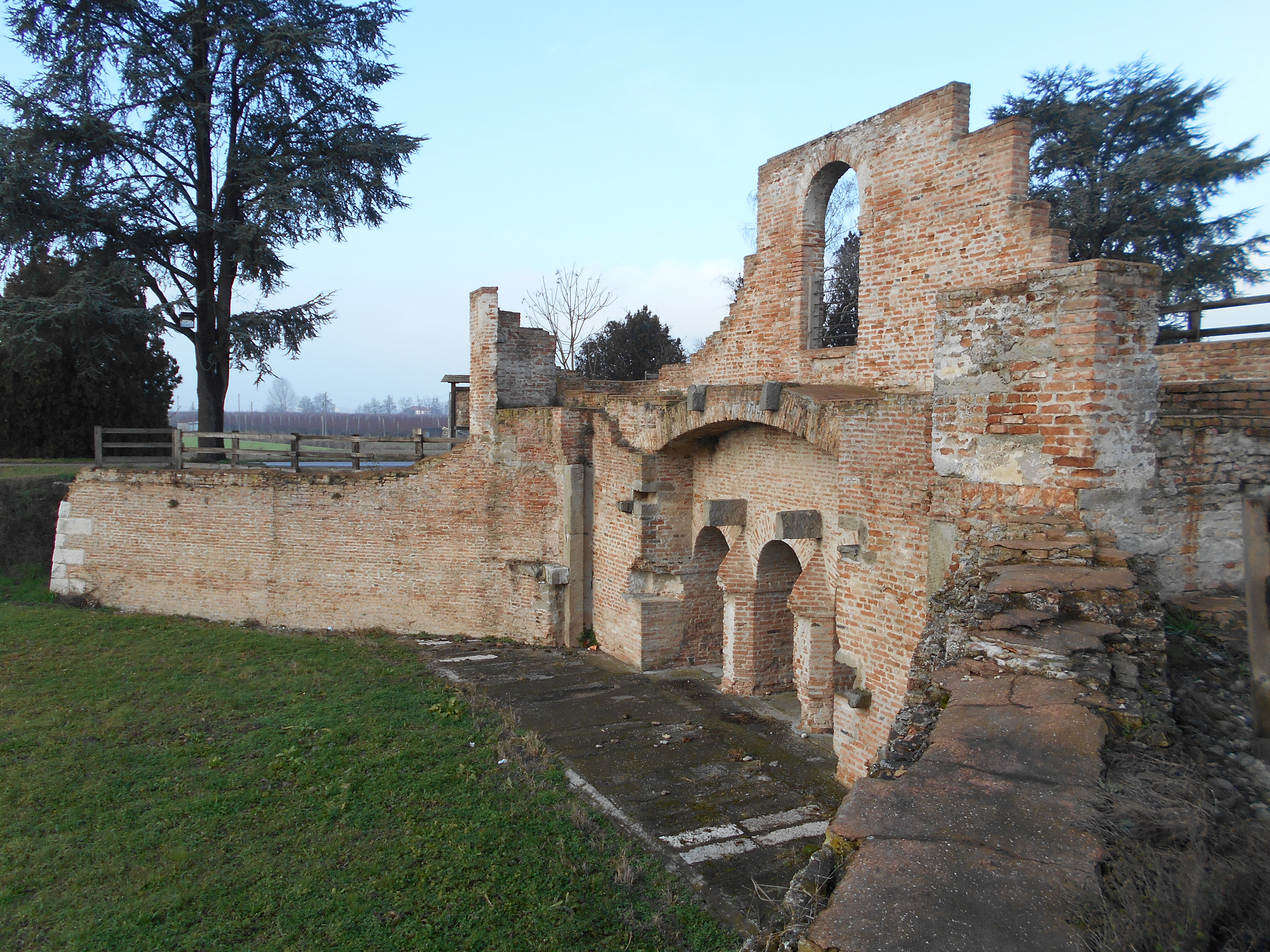
Località Rotta Sabbadina, opera idraulica veneziana

In località Rotta Sabbadina (a volte è indicata anche come Rotta Sabadina, perché i veneziani, nel 1513, di sabato, avrebbero provocato una rotta dell'Adige per impedire all'esercito imperiale francese, alleato al Duca di Ferrara, di passare il fiume) sono presenti resti di una interessante opera idraulica veneziana.
A Barbona è presente la chiesa di San Michele Arcangelo, edificata verso la fine del XIX secolo.

## Società

### Evoluzione demografica
Abitanti censiti

## Amministrazione
| Periodo        | Periodo       | Primo cittadino  | Partito      | Carica  | Note                                   |
| -------------- | ------------- | ---------------- | ------------ | ------- | -------------------------------------- |
| 13 giugno 1999 | 8 giugno 2009 | Angelo Motta     | lista civica | Sindaco | Rieletto nel 2004                      |
| 8 giugno 2009  | in carica     | Francesco Peotta | lista civica | Sindaco | Rieletto nel 2014, nel 2019 e nel 2024 |